# الكنيسة الكاثوليكية والإجهاض
تعارض الكنيسة الرومانية الكاثوليكية جميع أنواع إجراءات الإجهاض التي يتجسد هدفها المباشر بتدمير البويضة الملقحة أو الكيسة الأريمية أو الجنين، وتقول إن «الحياة البشرية يجب احترامها وحمايتها تمامًا من مرحلة الحمل، أي منذ اللحظة الأولى لوجوده. يجب الاعتراف بتمتع الإنسان بحقوقه، ومن بينها الحق المقدس لكل كائن بريء في الحياة». تعترف الكنيسة بإجراءات معيّنة شرعية أخلاقية تؤدي بشكل غير مباشر إلى وفاة الجنين، وذلك عندما يكون الهدف المباشر مثلًا هو استئصال رحم سرطاني.
يفرض القانون 1398 من مجموعة المبادئ القانونية لعام 1983 من القانون الكنسي الحرمان الكنسي التلقائي على الكاثوليك اللاتينيين الذين يجرون الإجهاض التام، وذلك إذا استوفوا شروط الخضوع لمثل هذه العقوبة. لا يخضع الكاثوليك الشرقيون للحرمان الكنسي التلقائي، ولكنهم يُطردون بموجب مرسوم إذا ثبتت إدانتهم بشكل قاطع بموجب القانون 1450 من مجموعة قوانين الكنائس الشرقية، ويمكن لهذه القوانين أن تغفر خطيئة الشخص فقط عن طريق الأسقف الأبرشي. تُدلي الكنيسة الكاثوليكية تصريحات علنية، وتتخذ إجراءات معارضة لشرعية الإجهاض، وذلك بالإضافة إلى تعاليم عدم أخلاقية هذا الفعل.
يملك العديد من الكاثوليكيين حول العالم، وفي بعض الدول الغربية، آراءً حول الإجهاض تختلف عن الموقف الرسمي للكنيسة الكاثوليكية التي تعارض الإجهاض وشرعيته. تتراوح وجهات النظر هذه بين السماح بالاستثناءات في الموقف حيال معارضة الإجهاض بشكل عام إلى إضفاء الشرعية الكاملة والطابع الأخلاقي لهذا الفعل. هناك علاقة بين أتباع الكنيسة والاتفاق مع التعليم الرسمي للكنيسة حول هذه القضية، وتتجسد هذه العلاقة في أنه من المحتمل جدًا أن يكون روّاد الكنيسة أكثر عرضةً لأن يكونوا معارضين للإجهاض، بينما يكون الأشخاص الأقل حضورًا  (أو نادرًا أو أبداً) أكثر ميلًا تجاه دعم حقوق الإجهاض في ظل ظروف معينة.

## العقيدة الكنيسية

### الإجهاض غير المتعمّد
يُذكر مبدأ التأثير المزدوج بشكل متكرر عندما يرتبط الأمر بالإجهاض. يمكن للطبيب الذي لطالما اعتبر الإجهاض خطأً أخلاقيًا أن يزيل الرحم أو قناة فالوب لدى المرأة الحامل على الرغم من معرفته أن ذلك سيؤدي إلى وفاة الجنين، وذلك في الحالات التي يمكن أن تتعرض فيها المرأة للموت في حال عدم تنفيذ هذا الإجراء (مثل سرطان الرحم والحمل خارج الرحم). يتجسد التأثير المتعمّد في هذه الحالات بإنقاذ حياة المرأة، وليس إنهاء الحمل، ويكون موت الجنين أحد الآثار الجانبية لذلك. وفاة الجنين في هذه الحالة نتيجة غير مرغوب بها ولكنها محتومة.

### الحمل خارج الرحم
الحمل خارج الرحم من الحالات القليلة التي يُسمح فيها بالموت المتوقع للجنين، فيُصنَّف على إنه إجهاض غير مباشر. دعا البابا بيوس الثاني عشر أيضًا إلى هذا الرأي في خطاب ألقاه في عام 1953 أمام الجمعية الإيطالية لجراحة المسالك البولية.
يتجسد العمل الأخلاقي الوحيد في حالة الحمل خارج الرحم عندما تكون حياة المرأة مهددة بشكل مباشر بإزالة الأنبوب الذي يحتوي على جنين بشري (أي استئصال قناة فالوب)، وذلك باستخدام مبدأ أولوية الكل التوماوي (إزالة جزء مرضي للحفاظ على حياة الشخص) وعقيدة التأثير المزدوج. يكون موت الجنين البشري في هذه الحالة غير متعمّد على الرغم من أنه متوقع.
ما زال استخدام علاج الميثوتريكسيت واستئصال قناة فالوب مثيرًا للجدل في المجتمع الطبي الكاثوليكي، ولم تتخذ الكنيسة موقفًا رسميًا من هذه التدخلات. تسمح رابطة الصحة الكاثوليكية في الولايات المتحدة، التي تصدر مبادئ توجيهية للمستشفيات والنظم الصحية الكاثوليكية هناك، باستخدام كلا الإجراءين. الحجة القائلة بأن هذه الأساليب تسبب إجهاضًا غير مباشر تدور حول فكرة أن إزالة قناة فالوب أو اللجوء إلى علاج الميثوتريكسيت، فالتدمير الكيميائي لخلايا الأرومة الغاذية (التي تستمر في تكوين المشيمة) لا تؤثر بشكل مباشر على الجنين في مرحلة النمو. يمكن للمستشفيات والأطباء اختيار حظر هذه الإجراءات بشكل فردي في حال تفسيرهم بشكل شخصي لهذه الأفعال كإجهاض مباشر.

## مواقف العلمانيين الكاثوليك

### الولايات المتحدة
يحمل معظم الكاثوليك في الولايات المتحدة آراءً تختلف عن عقيدة الكنيسة الرسمية بشأن الإجهاض، وذلك على الرغم من أنهم يتخذون مواقف أكثر معارضة للإجهاض من عامة الناس. يعرض الاستطلاع الذي أجرته مجموعة ليك ريسيرش وتارانس جروب في عام 1995 أن 64% من الكاثوليك الأمريكيين يقولون إنهم لا يوافقون على البيان الصادر بأن «الإجهاض خطأ أخلاقي في جميع حالاته». ينص المسح الذي أجراه مركز بيو للأبحاث في عام 2016 أن 51% من الكاثوليك الأمريكيين يقولون إن «الإجهاض خطأ من الناحية الأخلاقية».
تشير الدراسات الاستقصائية التي أجرتها بعض منظمات الاقتراع إلى أن نسبة من الناخبين الكاثوليك الأمريكيين تتراوح بين 16% و22% يتفقون مع سياسة الكنيسة باعتبار الإجهاض غير قانوني في جميع حالاته. شغل باقي المشاركين مناصب تتراوح بين دعم عمليات الإجهاض القانونية في بعض الظروف المقيدة إلى القبول غير المشروط للإجهاض في جميع حالاته. يقول المسح الذي أجراه مركز بيو للأبحاث في عام 2009 إن 47% من الكاثوليك الأمريكيين يعتقدون أن الإجهاض يجب أن يكون قانونيًا في «جميع الحالات أو معظمها»، بينما يعتقد 42% من الكاثوليك الأمريكيين أن الإجهاض يجب أن يكون غير قانوني في «جميع الحالات أو معظمها».
أجرت مؤسسة غالوب استطلاع رأي في الفترة بين عامي 2006-2008 عندما طُرح السؤال المزدوج حول ما إذا كان الإجهاض مقبولاً أم غير مقبول بدلاً من السؤال حول ما إذا كان ينبغي السماح به أم لا في جميع الحالات أو معظمها. أوضح الاستطلاع أن نسبة 40% من الكاثوليك الأمريكيين كان مقبولا لديهم، وكانت نفس النسبة المئوية تقريبًا لغير الكاثوليك. يقول المراسل الوطني الكاثوليكي إن حوالي 58% من النساء الكاثوليكيات الأمريكيات يشعرن بأنه لا يتعين عليهن الالتزام بتعاليم أسقفهن حول الإجهاض.

### المملكة المتحدة
أشار استطلاع للرأي في عام 2010 إلى أن واحدًا من كل أربعة عشر كاثوليكيًا بريطانيًا يقبل تعاليم الكنيسة التي تنص على عدم السماح بحدوث بالإجهاض تحت أي ظرف. وجد استطلاع حدث في عام 2016 أن الكاثوليك في أيرلندا الشمالية كانوا أكثر تحفظًا في وجهات نظرهم تجاه الإجهاض من الناس في بريطانيا.

### بولندا
وجد استطلاع أجرته مؤسسة بيو للأبحاث في عام 2017 في بولندا، حيث يشكل الكاثوليك نسبة 85% من سكان البلاد، أن 8% من المشاركين البولنديين يعتقدون أن الإجهاض يجب أن يكون قانونيًا في جميع الحالات، و 33% منهم يعتقدون أنه يجب أن يكون قانونيًا في معظم الحالات. اعتقد 38% منهم أنه يجب أن يكون غير قانوني في معظم الحالات، و 13% منهم أنه يجب أن يكون غير قانوني في جميع الحالات.

### أستراليا
يظهر أحد الاستطلاعات أن 72% من الكاثوليك الأستراليين يرون أن الإجهاض «يجب أن يُترك للنساء بشكل فردي ولأطبائهن».

### إيطاليا
تقول منظمة الاستطلاع الإيطالية أوريسبيس إن ما بين 18.6% و83.2% من الكاثوليك الإيطاليين يقبلون الإجهاض اعتمادًا على الظرف الذي أدى إلى حدوثه. يؤيد 83.2% الإنهاء الطوعي للحمل في حال كانت حياة الأم في خطر.